# Admiralty (métro de Hong Kong)
Pour les articles homonymes, voir Admiralty.
Admiralty (chinois traditionnel : 金鐘 ; pinyin : Jīnzhōng ; cantonais Jyutping : gam1 zung1) est une station située sur l'île de Hong Kong, dans le quartier d'Admiralty. Les murs de la station sont bleus. La station connecte la Tsuen Wan Line, l'Island Line, la South Island Line et l'East Rail Line.
La station et le quartier sont nommés en référence au HMS Tamar, bateau qui servit quartier général de la Royal Navy à Hong Kong, bien que ce dernier ne fut jamais appelé Admiralty.

Sélection de photos de la station.
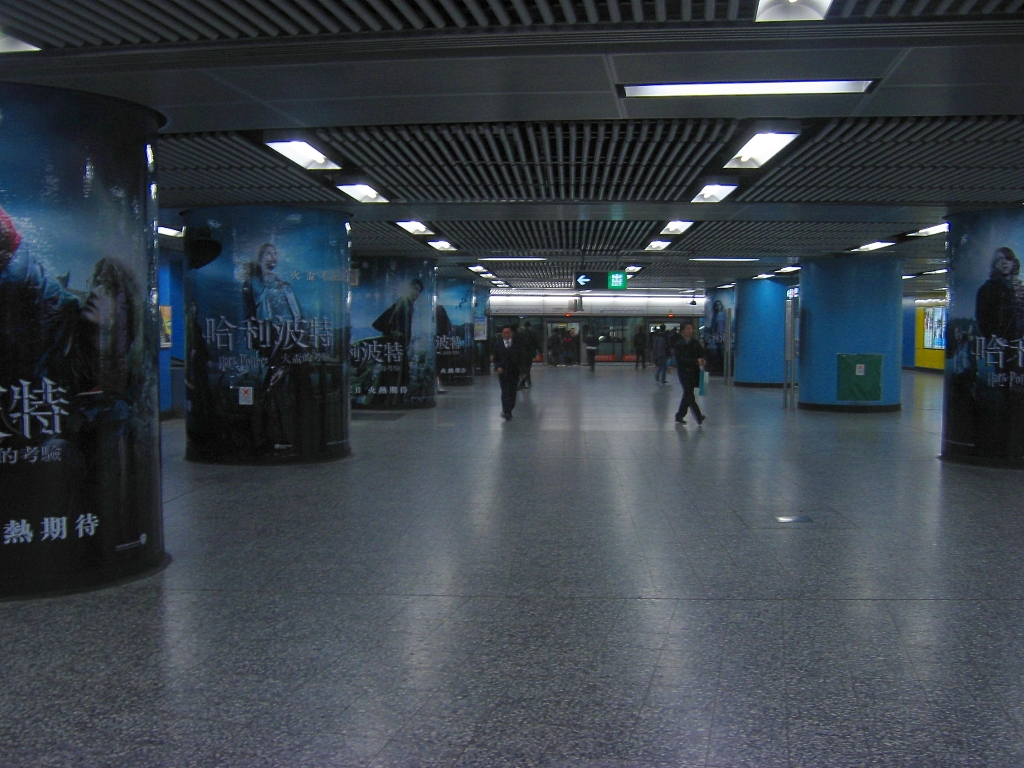
Le large quai central des lignes Tsuen Wan et South Island.
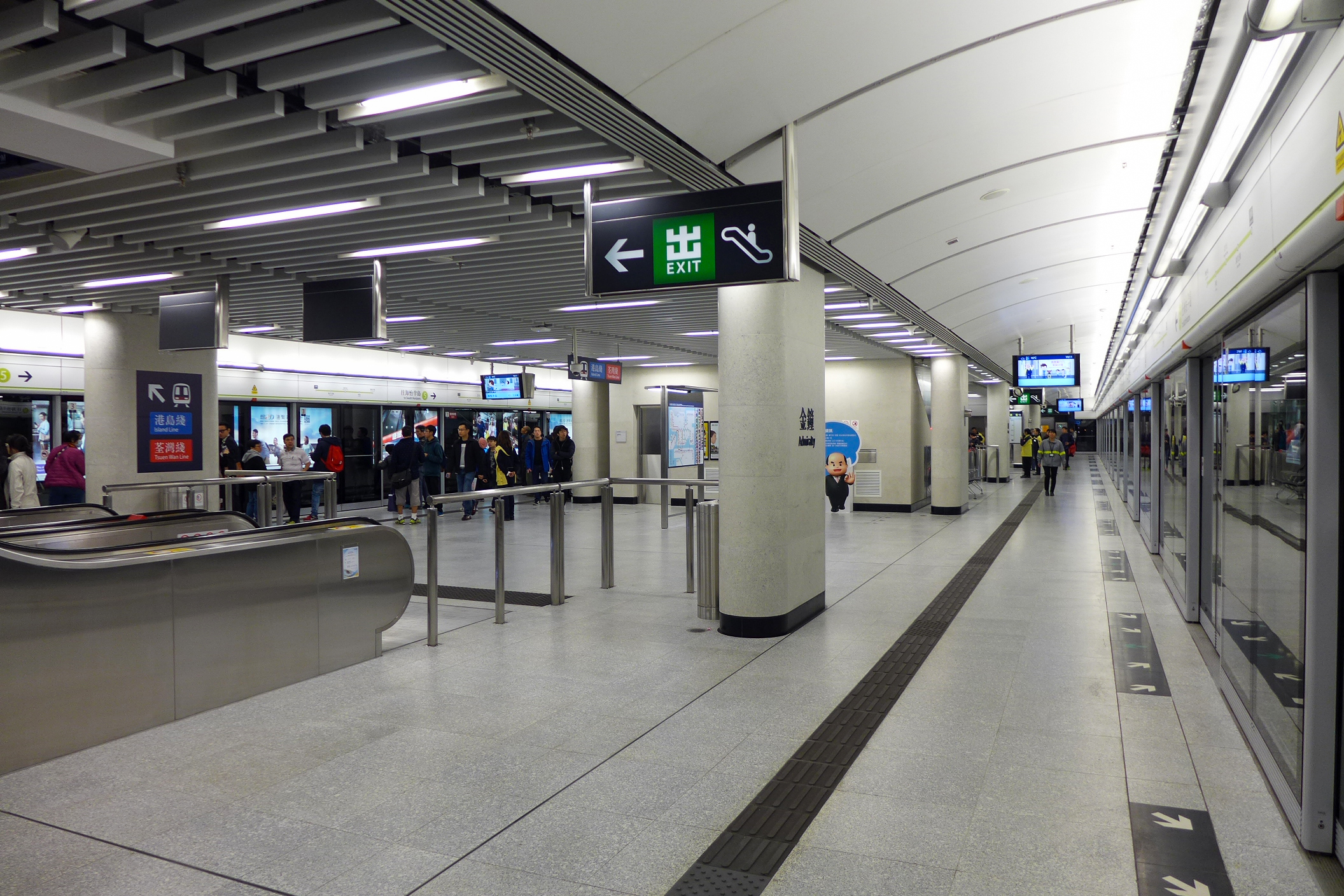
Le quai central la ligne South Island.
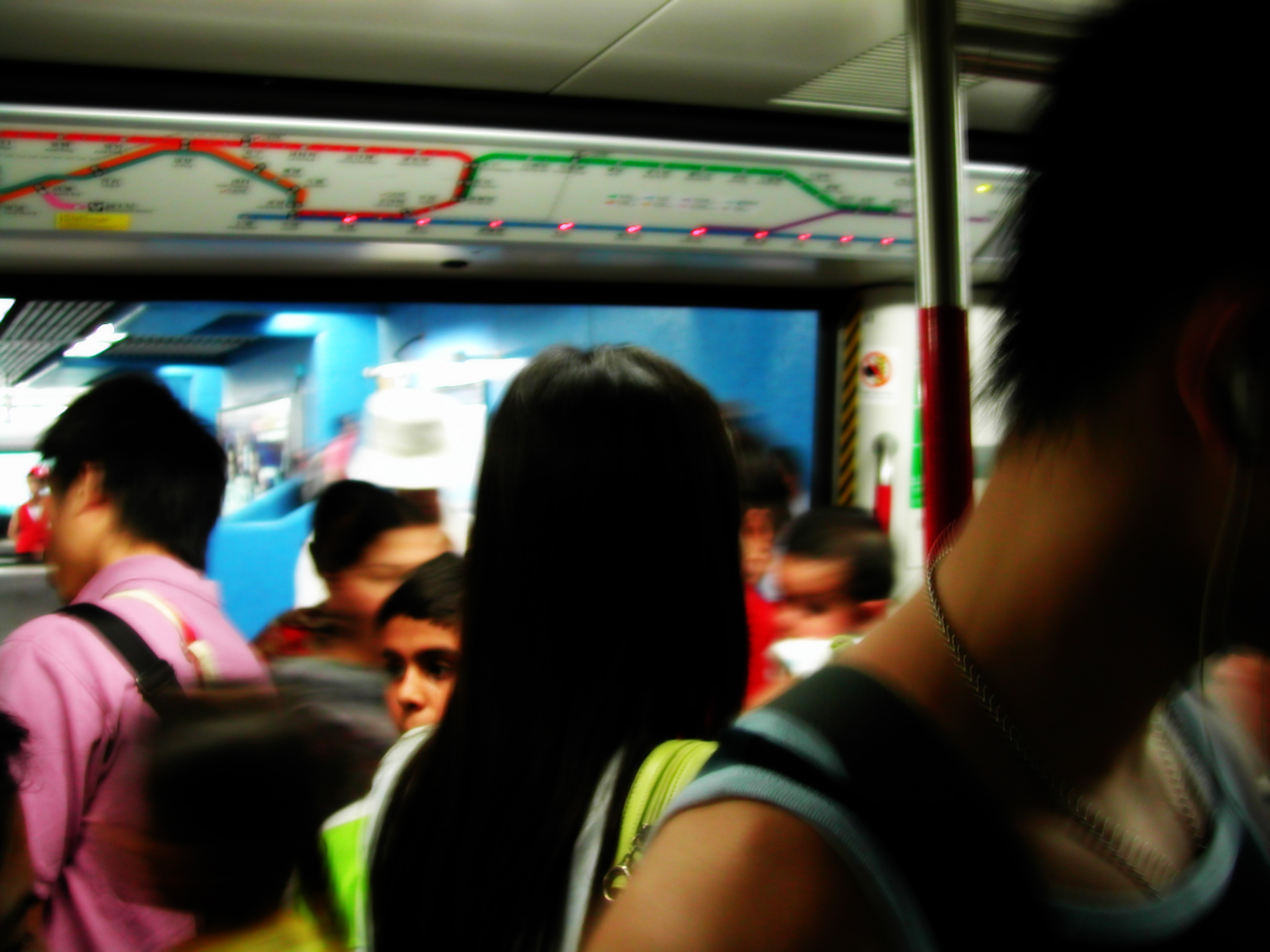
Passagers montant dans une rame.